# 泰森德洛
泰森德洛（荷蘭語：Tessenderlo，荷蘭語發音：[təˈsɛndərˌloː]）是比利时弗拉芒大區林堡省哈瑟爾特區的一个市镇，位于林堡、安特卫普、弗拉芒布拉班特三省交界处，通行荷蘭語，是弗拉芒社群的一部分，面积51.35平方千米，人口18,514人（2018年1月1日）。